# Rodochóri
Rodochóri är en ort i Grekland.   Den ligger i prefekturen Nomós Imathías och regionen Mellersta Makedonien, i den norra delen av landet, 300 km norr om huvudstaden Aten. Rodochóri ligger 532 meter över havet och antalet invånare är 623.
Terrängen runt Rodochóri är kuperad åt nordost, men åt sydväst är den bergig. Runt Rodochóri är det ganska tätbefolkat, med 72 invånare per kvadratkilometer. Närmaste större samhälle är Náousa, 8,0 km sydost om Rodochóri. I omgivningarna runt Rodochóri växer i huvudsak blandskog.